# Aeródromo de Xcalak
El Aeródromo de Xcalak (Código DGAC: XCA) es un pequeño aeropuerto ubicado en Xcalak, Quintana Roo y es operado por la paraestatal VIP Servicios Aéreos Ejecutivos S.A. Cuenta con una pista de aterrizaje de 1,200 metros de largo y 25 metros de ancho, una plataforma de aviación de 2,280 metros cuadrados (60m x 38m), una calle de rodaje de 11 metros de ancho que conecta a la pista con la plataforma y un pequeño edificio terminal. Actualmente solo se utiliza con propósitos de aviación general.